# Oswald Morris
Oswald Morris, född 1915 i Middlesex, död 2014 i Dorset, var en brittisk filmfotograf.

## Filmografi (i urval)
- 1952 – Målaren på Moulin Rouge
- 1953 – Skälmarnas marknad
- 1954 – En fransman i London
- 1957 – Vem vet, Mr Allison
- 1959 – Se dig om i vrede
- 1962 – Lolita
- 1965 – Spionen som kom in från kylan
- 1965 – Kullen
- 1967 – Så tuktas en argbigga
- 1968 – Oliver!
- 1971 – Spelman på taket
- 1972 – "Sleuth" – Spårhunden
- 1974 – Mannen med den gyllene pistolen
- 1974 – Täcknamn Odessa
- 1975 – Mannen som ville bli kung
- 1978 – The Wiz

## Priser och utmärkelser
- BAFTA Award för bästa foto, för Fjärde gången gillt,  1965[4]
- BAFTA Award för bästa foto, för Kullen,  1966[4]
- BAFTA Award för bästa foto, för Spionen som kom in från kylan,  1967[5]
- Oscar för bästa foto, för Spelman på taket,  10 april 1972[6]
- Distinguished Flying Cross (Storbritannien)
- Air Force Cross
- Officer av Brittiska imperieorden

[Redigera Wikidata]